# Řepeč
Řepeč är en ort i Tjeckien. Den ligger i regionen Södra Böhmen, i den centrala delen av landet, 80 km söder om huvudstaden Prag. Řepeč ligger 479 meter över havet och antalet invånare är 261.
Terrängen runt Řepeč är platt. Runt Řepeč är det ganska glesbefolkat, med 42 invånare per kvadratkilometer. Närmaste större samhälle är Tábor, 10,1 km öster om Řepeč. I omgivningarna runt Řepeč växer i huvudsak blandskog.

## Galleri

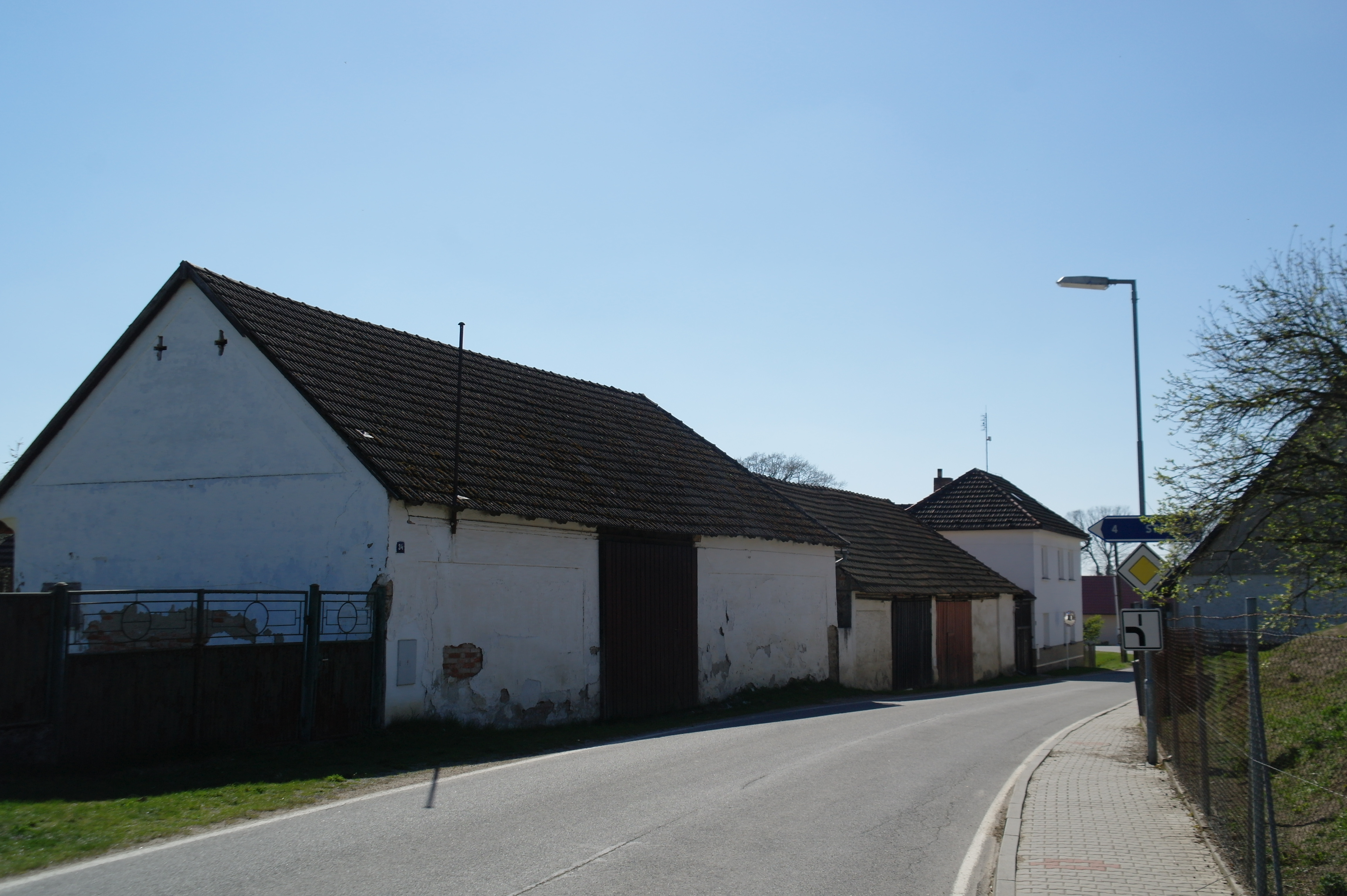
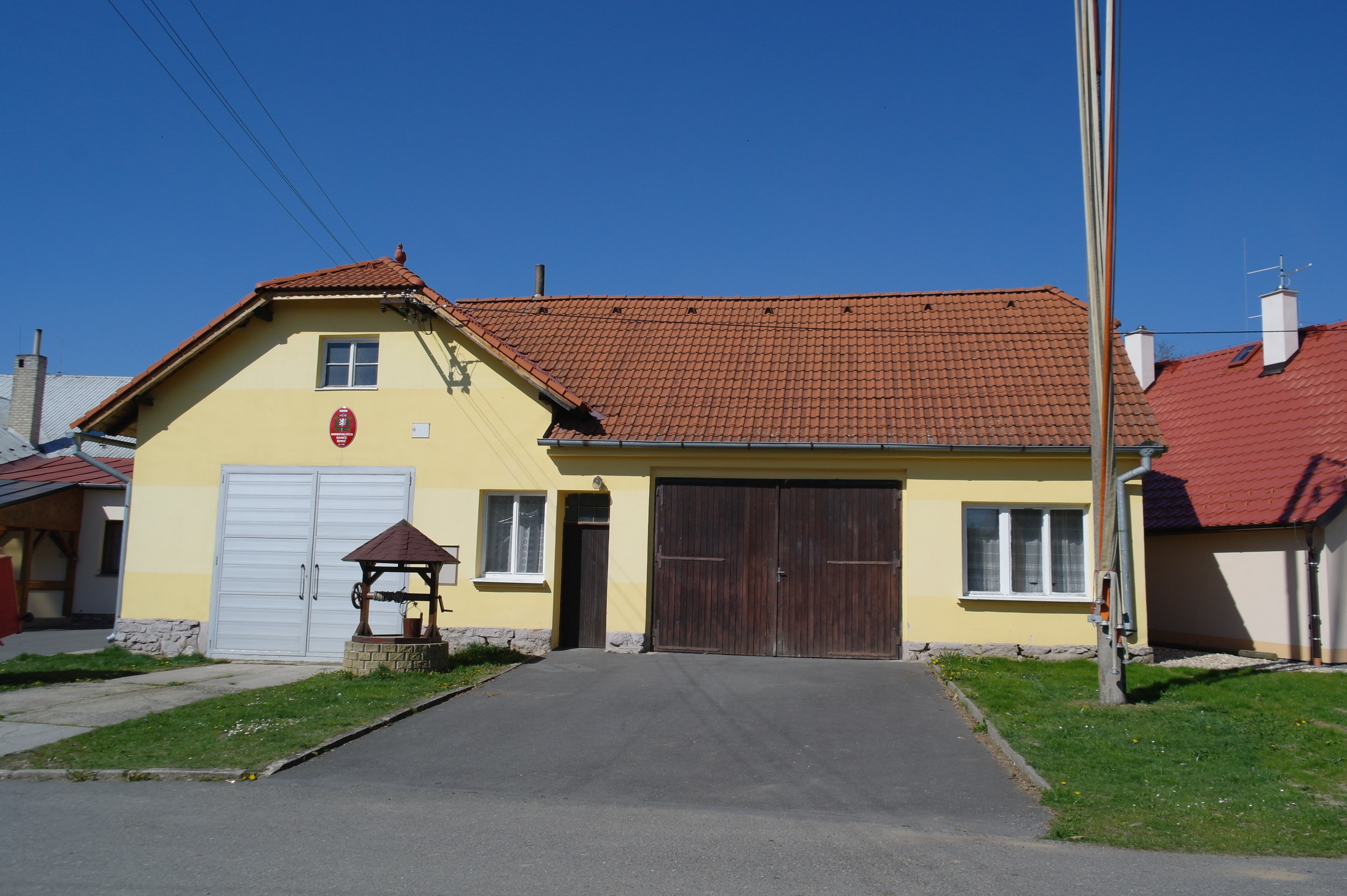
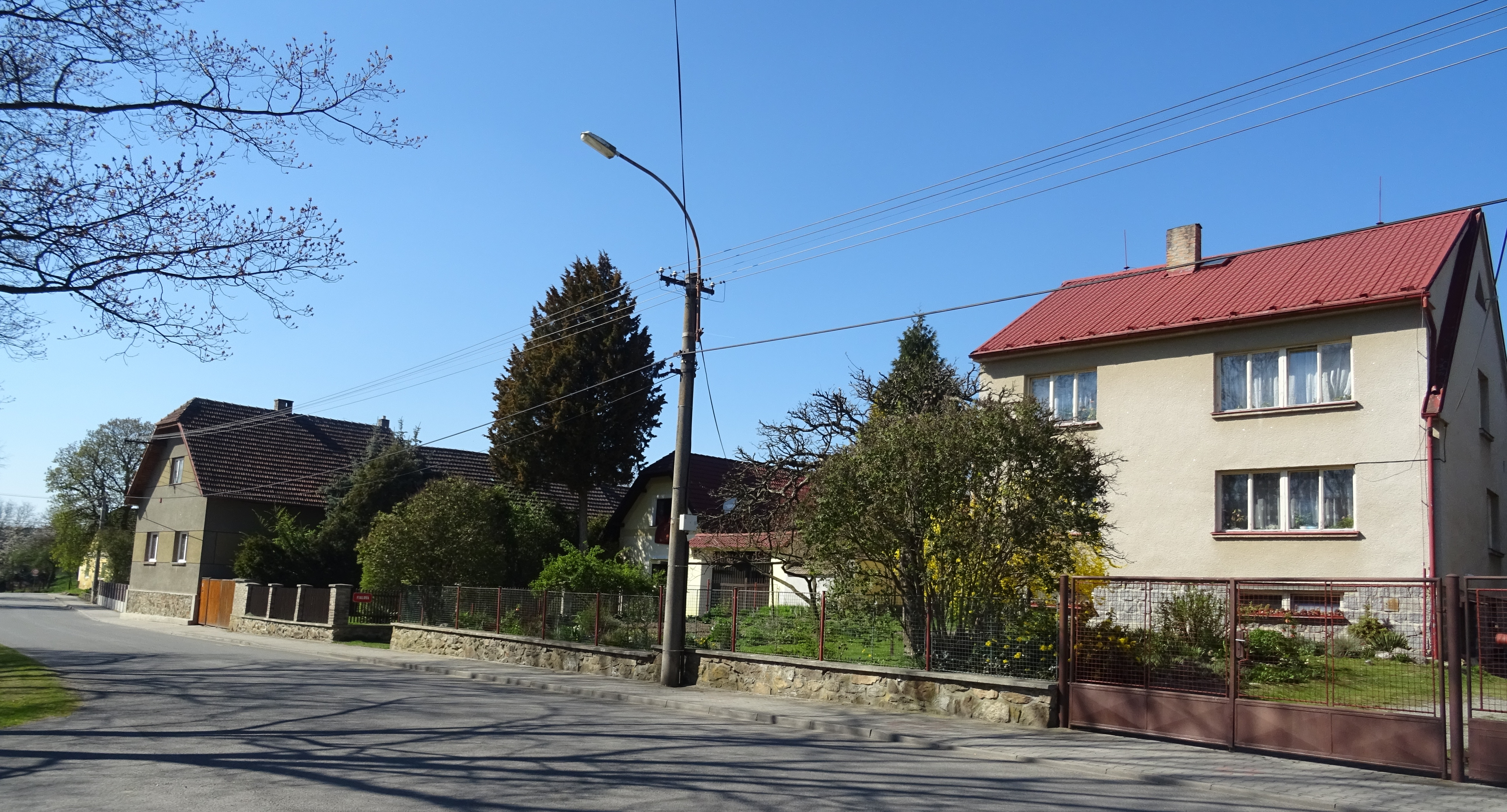